# Liste der Kulturdenkmäler in Lind (bei Altenahr)
In der Liste der Kulturdenkmäler in Lind sind alle Kulturdenkmäler der rheinland-pfälzischen Ortsgemeinde Lind einschließlich der Ortsteile Obliers und Plittersdorf aufgeführt. Grundlage ist die Denkmalliste des Landes Rheinland-Pfalz (Stand: 12. Juni 2023).

## Denkmalzonen
| Bezeichnung                | Lage                                             | Baujahr | Beschreibung                                                                  | Bild                           |
| -------------------------- | ------------------------------------------------ | ------- | ----------------------------------------------------------------------------- | ------------------------------ |
| Denkmalzone Ruine Wensburg | Obliers, südlich des Ortes auf dem Burgberg Lage |         | mittelalterliche Reste von Ringmauer und Zwingermauer, Bergfried mit Zeltdach | weitere Bilder Fotos hochladen |

## Einzeldenkmäler
| Bezeichnung                           | Lage                                        | Baujahr                  | Beschreibung | Bild                           |
| ------------------------------------- | ------------------------------------------- | ------------------------ | --- | ------------------------------ |
| Katholische Pfarrkirche St. Notburgis | Lind, Sahrstraße 1a Lage                    |                          | Turm, im Kern wohl mittelalterlich, barocke Haube, neugotischer Saalbau, 1906; zwei Grabkreuze, 18. Jahrhundert, Kreuzfragment | weitere Bilder Fotos hochladen |
| Katholische Kapelle St. Rochus        | Obliers, Talstraße, Ecke Hochnückweg Lage   | 1891                     | Bruchsteinsaalbau, bezeichnet 1891                                                                                             | weitere Bilder Fotos hochladen |
| Hofanlage                             | Obliers, Talstraße 8 Lage                   | 19. Jahrhundert          | Hakenhof; Fachwerkhaus, 19. Jahrhundert                                                                                        | weitere Bilder Fotos hochladen |
| Laubachshof                           | Obliers, südlich des Ortes an der K 28 Lage | um 1900                  | Vierkanthof mit Kapelle, Backsteinbau, um 1900                                                                                 | Fotos hochladen                |
| Hofanlage                             | Plittersdorf, Blumenstraße 3 Lage           | 18. oder 19. Jahrhundert | Fachwerk-Hofanlage, Ständerbauten, 18. oder 19. Jahrhundert                                                                    | weitere Bilder Fotos hochladen |